# Svinické sedlo
Svinické sedlo (polsky Świnicka Przełęcz, maďarsky Svinica-hágó, německy Seealmsattel, 2051 m n. m.) je sedlo v hlavním hřebeni Vysokých Tater. Nachází se mezi Prostrednou kopou a Svinicí a prochází jím polsko-slovenská státní hranice. Na severní (polské) straně se pod sedlem nachází Svinická kotlinka (Świnicka Kotlinka) – horní část Gąsienicové doliny. Ve žlabu na dně kotlinky zůstává dlouho sníh, v některých letech až do půlky srpna. V malém žlabu přímo pod sedlem je nevelký pramen. Na slovenské straně spadají svahy od sedla do doliny Kamenná Tichá.
Svinické sedlo je důležitým místem pro přístup na Svinici. Nachází se zde křižovatska značených turistických cest spojujících Svinici, Kasprov vrch a Zielony Staw Gąsienicowy. V letech 1890–1924 zde stál nevelký přístřešek pro turisty (4 x 3 m). V roce 1902 byl vypracován projekt zubačky do Ľaliového i Svinického sedla, který vzbudil velké protesty ochránců přírody. S ohledem na tatranskou přírodu nebyl nakonec realizován.

## Přístup
- po červené  značce z Ľaliového sedla (35 min) nebo ze Svinice (45 min).
- po černé  značce od chaty Murowaniec (1:45 h).